# Fuentearmegil
Fuentearmegil es una localidad y también un municipio de la provincia de Soria, 
partido judicial de El Burgo de Osma, comunidad autónoma de Castilla y León, España. Forma parte de la comarca de Tierras del Burgo.
Desde el punto de vista jerárquico de la Iglesia católica forma parte de la diócesis de Osma la cual, a su vez, pertenece a la archidiócesis de Burgos.

## Geografía

Término municipal.

Baña su término el río Perales afluente por la izquierda del Arandilla y éste, a su vez, del Duero, quedando la villa situada a la margen izquierda del río Rejas, confinando al norte con Fuencaliente, por el este con Santervás, por el suroeste con Zayuelas, y por el oeste con el río Pilde. 
Este municipio comprende las localidades de Fuencaliente del Burgo, Santervás del Burgo y Zayuelas.
- Extensión: 5.639 ha
- Vías de acceso: N-122 (hasta El Burgo de Osma en dirección a Berzosa (Soria))

## Historia
En 1352, según el Becerro de las Behetrías, la localidad era un dominio del monasterio de monjas bernardas de Santa María de Fuencaliente del Burgo.
Villa del Señor Pedro Nuñez de Fuente Almexir, entroncado con la Casa de Lara, caballero que salvaguardara los derechos a la Corona del reino de Castilla de Alfonso VIII protegiéndole ante las pretensiones de su tío, el rey Fernando II de León, que intentaba apoderarse del trono de su sobrino al quedarse huérfano en 1158 de su padre, el rey Sancho III, cuando tenía tres años de edad. 
Don Pedro Núñez formó parte también del grupo de nobles castellanoleoneses que peregrinaron a Tierra Santa, según se recoge en el ejemplo XLIV del libro del Conde Lucanor publicado en 1335 por el Infante don Juan Manuel, sobrino de Alfonso X el Sabio, que titula De lo que aconteció a don Pero Núñez el Leal, poniéndole como modelo de conducta junto a sus compañeros de peregrinación. 
También aquí nació el único caballero templario de nombre conocido, Fray Fernán Núñez de Fuentearmejir, el cual profesó en el monasterio de San Juan de Otero, en el cañón del río Lobos.
En el censo de 1787, ordenado por el conde de Floridablanca, figuraba como villa del partido de Aranda en la intendencia de Burgos, con jurisdicción de señorío y bajo la autoridad del alcalde ordinario, nombrado por el conde de Oñate. Contaba entonces con 488 habitantes.
A la caída del Antiguo Régimen la localidad deja de pertenecer a Burgos y se convierte en municipio constitucional perteneciente a la provincia de Soria dentro de la región de Castilla la Vieja, partido de El Burgo de Osma que en el censo de 1842 contaba con 132 hogares y 546 vecinos.
Sebastián Miñano lo describe a principios del siglo XIX como villa, conocida entonces como Fuente Armejil de señorío en la provincia de Burgos, partido de Aranda de Duero, obispado de Osma, con alcalde pedáneo, 234 vecinos, 1058 habitantes; una parroquia que tiene por aneja la de Santervás del Burgo.
En el año 1924 los vecinos de los cuatro pueblos que forman el Coto Redondo de Fuentearmegil compraron el señorío al Conde de Adanero, pasando a ser plenamente propietarios del término municipal.
Su iglesia puede estar levantada en el lugar de una antigua mezquita árabe. Su cabecera es de planta cuadrada y tiene una capilla bautismal, las dos cubiertas con bóveda semiesférica. La nave tiene dos puertas de arte arábigo cegadas y un artesonado mudéjar de alto interés, que fue restaurado por la Junta de Castilla y León en el año 2001 y realizadas obras de mantenimiento en el 2020.

## Geografía humana

### Demografía
Cuenta con una población de 150 habitantes (INE 2024).
| Gráfica de evolución demográfica de Fuentearmegil entre 1842 y 2021                                                   |
| |
| Población de derecho según los censos de población del INE. Población de hecho según los censos de población del INE. |

### Población por núcleos
| Núcleos                | Habitantes (2000) | Habitantes (2010) |
| ---------------------- | ----------------- | ----------------- |
| Fuentearmegil          | 120               | 89                |
| Fuencaliente del Burgo | 87                | 53                |
| Santervás del Burgo    | 40                | 21                |
| Zayuelas               | 96                | 74                |

## Cultura

### Fiestas
- Santa Isabel (primer fin de semana de julio).
- San Andrés, el 30 de noviembre.